# Tomas Engström

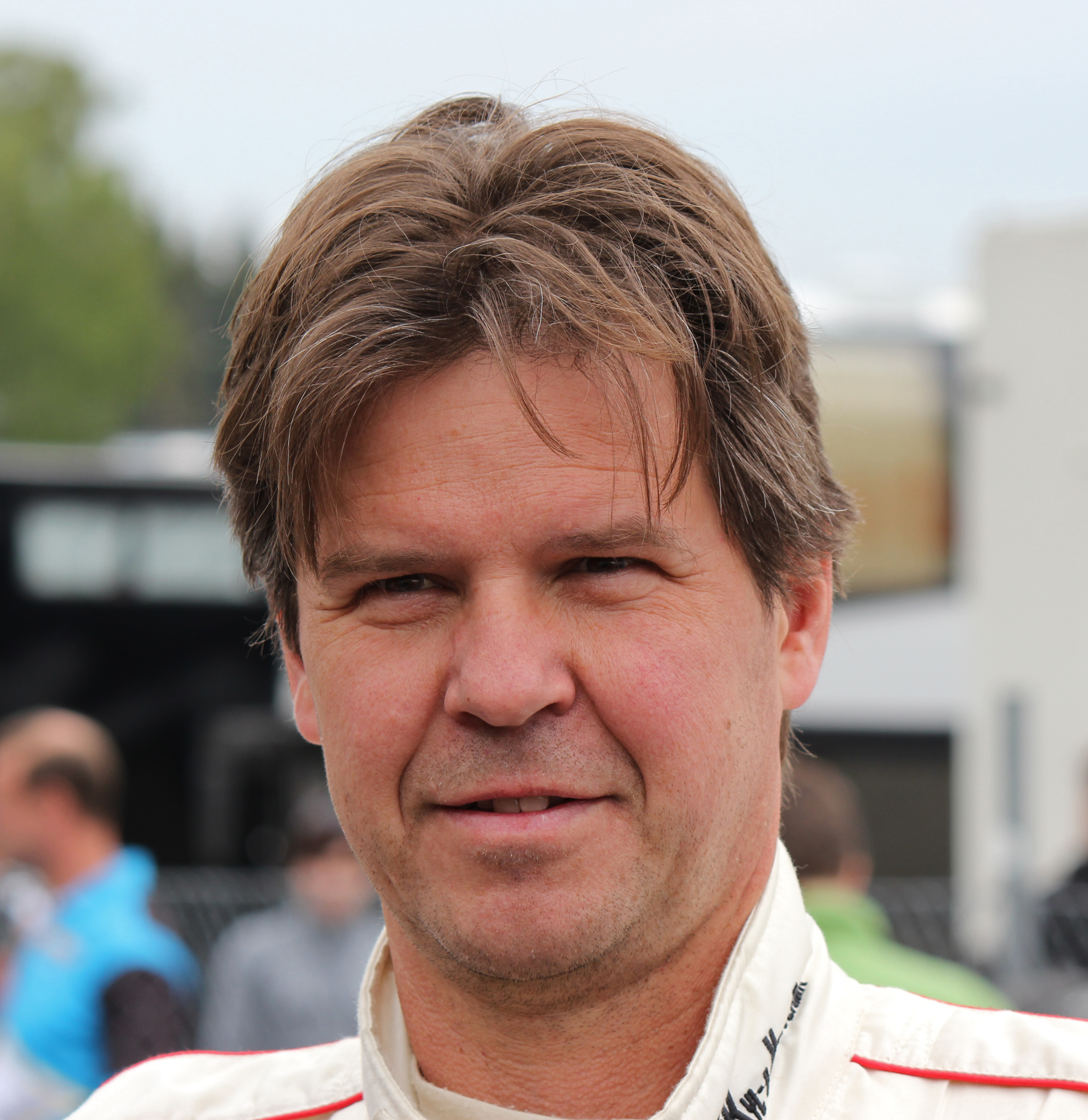
Tomas Engström in 2012

Tomas Engström (18 januari 1964) is een Zweeds autocoureur. In het begin van de jaren 90 domineerde hij de Zweedse Camaro Cup, waarin hij vijf titels achter elkaar won tussen 1994 en 1998. Dit recordaantal aan kampioenschappen werd in 2009 geëvenaard door de Noor Ole Martin Lindum. Sinds zijn laatste titel neemt hij voornamelijk deel in de touringcars, waarmee hij sinds 1991 deelneemt aan het STCC, toen hij een Chrysler Stratus reed voor een independentsteam. Hierna reed hij voor Honda in een Honda Accord, waarmee hij zijn beste seizoensklassering behaalde in 2003 met een derde plaats. In 2003 nam hij ook deel aan vier ronden van het ETCC. In 2007 was hij tweede in de S2000-klasse van het ETCC.
In 2007 nam hij ook deel aan een raceweekend van het WTCC op Monza, waar hij als beste independentscoureur in race 1 eindigde.
In 2008 eindigde hij als achtste in het STCC, met als teamgenoot de als derde gefinishte Thed Björk. Hij blijft voor Engström Motorsport Honda rijden in 2009 in het STCC.